# راي 3
Rai 3 ( Rete 3 سابقًا) هي قناة تلفزيونية إيطالية مجانية تملكها وتديرها هيئة الإذاعة العامة المملوكة للدولة راي. تم إطلاقه في 15 ديسمبر 1979 وتركزت برامجها على البرمجة الثقافية والإقليمية. لطالما اعتبرت القناة الأكثر ميلاً لليسار في التلفزيون الإيطالي العام ؛ منافسها المباشر Rete 4 المملوكة لميدياست

## برمجة باللغات الأجنبية
في وادي أوستا ، يبث راي 3 بعض البرامج باللغة الفرنسية ، أقل من ثلاث ساعات في الأسبوع. 
في منطقة ترينتينو ألتو أديجي ، يبدأ Rai Sudtirol ساعات بث مشترك مع راي 3 عند عدم البث.
في منطقة فريولي فينيتسيا جوليا ،توجد Rai 3 Bis هي قناة منفصلة تبث يوميًا من الساعة 18:40 مع نشرة إخبارية يومية مدتها نصف ساعة باللغة السلوفينية ، وعروضًا أخرى باللغة السلوفينية.   وفقًا لاتفاقية التعاون الثنائي بين إيطاليا وسلوفينيا ، يتم أيضًا بث البرامج باللغة السلوفينية التي أنتجها Rai 3 Bis على القناة التلفزيونية الإقليمية السلوفينية TV Koper-Capodistria وعلى قناة TV Slovenija 2 المملوكة للدولة.

## البرامج
بعض العروض تشمل:
- TG3 ، خدمة راي 3 الإخبارية الرئيسية
- TGR ، خدمة إخبارية إقليمية
- جازيبو
- Doc3
- تشي تيمبو تشي ف
- تشي لاها فيستو؟
- Vieni via con me
- سابرينا الساحرة المراهقة
- القانون والنظام
- أصدقاء
- ربات بيت يائسات
- المدافعون
- عائلة السباغيتي
- الكرة الأرضية
- مفتش الأداة
- ميليفيجين
- عقارات Buongiorno
- UEFA Europa League (مباراة واحدة في كل يوم بث مباشر ، وإمكانية بث جميع مباريات نصف النهائي بسبب القانون 8/99 في حالة مشاركة فريق إيطالي على الأقل)
- UEFA Europa Conference League (مباراة واحدة في كل يوم بث مباشر ، وإمكانية بث جميع الدور نصف النهائي بسبب القانون 8/99 إذا كان هناك فريق إيطالي على الأقل مشترك)

## الشعارات

3 أكتوبر 1983 - 26 سبتمبر 1988
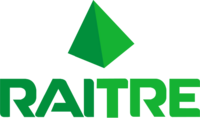
إستعمل من 1988 إلى 2000
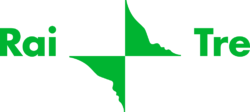
إستعمل من 2000 إلى 18 مايو 2010
إستعمل من 18 مايو 2010 إلى 12 سبتمبر 2016
قيد الإستعمال من 12 سبتمبر 2016

## روابط خارجية
- الموقع الرسمي باللغة الإيطالية
- راي 3  على فيسبوك.